# شاين لوف
شاين لوف (بالإنجليزية: Shane Love)‏ هو سياسي أسترالي، ولد في 30 أغسطس 1961 في أستراليا. حزبياً، نشط في Western Australian National Party ‏. وقد انتخب عضو الجمعية التشريعية لأستراليا الغربية.